# تپه توله کی
تپه توله کی مربوط به هزاره اول قبل از میلاد - سدهٔ ۸–۶ ه.ق است و در شهرستان ارومیه، بخش سیلوانه، دهستان ترگور، روستای توله کی واقع شده و این اثر در تاریخ ۲۵ آبان ۱۳۸۷ با شمارهٔ ثبت ۲۳۵۵۲ به‌عنوان یکی از آثار ملی ایران به ثبت رسیده است.